# Thalictrum uncinnatum
Thalictrum uncinnatum là một loài thực vật có hoa trong họ Mao lương. Loài này được Rehm. miêu tả khoa học đầu tiên năm 1873.